# Xanthotheresia bicolor
Xanthotheresia bicolor är en tvåvingeart som beskrevs av Townsend 1931. Xanthotheresia bicolor ingår i släktet Xanthotheresia och familjen parasitflugor.
Artens utbredningsområde är Colombia. Inga underarter finns listade i Catalogue of Life.